# Јелена Чижова
Јелена Семјоновна Чижова (рус. Елена Семёновна Чижова; рођена 4. маја 1957, Лењинград) је руска књижевница, преводилац и есејиста, економиста, добитница Руске награде Букер за 2009. годину.

## Биографија и креативност
Јелена Чижова је студирала економију, а након дипломирања радила је на универзитету и предавала управљање производњом и енглески језик.
Деведесетих се бавила приватним бизнисом  .
Главни је уредник међународног часописа "Светска реч " (Санкт Петербург).
Добитник је награде "Руски Букер-2009".

## Живот
У марту 2014. Јелена Чижова ставила је свој потпис на апел руских културних радника против деловања руског руководства на истоку Украјине и Крима  . У мају 2018. године потписала је изјаву чланова Петербуршког ПЕН клуба учесницима СПИЕФ-а  позивом за пуштање из затвора Олега Сентсова и за његово премештање у Украјину  .
У мају 2019. швајцарски лист "Neue Zürcher Zeitung" објавио је есеј Чижове , који је изазвао одјек у Русији , будући да је у њему Чижова оптужила Јосифа Стаљина да саосећа са Хитлеровим плановима да уништи Лењинград и његове становнике . Политиколог Наталија Елисејева послала је изјаву Истражном комитету Русије да покрене кривични поступак против писца према члану 354.1 Кривичног закона Руске Федерације (рехабилитација нацизма). 10. маја 2019. чланови ПЕН клуба изразили су солидарност са Еленом Чижовом, али су истовремено приметили да "у чланку о коме се расправља постоји, по мишљењу многих, једна значајна нетачност. У најжешћем периоду блокаде пресечена је железничка комуникација са градом, односно извоз војне опреме, нити снабдевање сировинама уместо храном, како пише Чижова, нису били немогући".

## Породица
Јелена Чижова је удовица Валерија Возгрина (1939-2020), доктора историјских наука, професора Државног универзитета Санкт Петербург, члана Краљевске данске академије наука и уметности , бившег делегата Меџлиса кримско-татарског народа , званични представник Меџлиса у Санкт Петербургу  .

### Књижевне награде
- Роман Крошки Цахес - награда "Северна Палмира" (2001) и Књижевна награда часописа „Звезда“ (2001).
- Роман Лавра је ужи избор руског Букера (2003).
- Роман Полукрв (објављен под насловом „Злочинац“) ужи је избор руског Букера (2005).
- Роман Време жена лауреат Руске награде Букер (2009).